# Enter Chaos
Gli Enter Chaos sono un gruppo musicale melodic death metal polacco, formatosi ad Elbląg nel 2002.

## Formazione
- Marta "Martex" - voce
- Mark - batteria
- Marcin Krajewski - chitarra
- Sebastian "Seb-Off" Pawlukiewicz - chitarra
- Michał - basso

## Discografia

### Album  in studio
- 2002 - Dreamworker (Metal Mind)
- 2004 - Aura Sense (Metal Mind)

### Raccolte
- 2003 - Ultimate Revenge (Metal Mind)
- 2004 - Metalmania 2003 (Metal Mind)
- 2004 - Slaughterous Souls: A Tribute to At the Gates (Drowned Scream Records)